# 펄어비스
펄어비스(영어: Pearl Abyss)는 대한민국의 게임 개발사이다. 

## 역사
릴온라인, c9 개발을 총괄한 김대일 pd와 게임어바웃 윤재민 대표가 공동 설립하였다. 대표 게임인 검은사막은 2014년 대한민국에 처음 출시되고 다음 해 5월 일본, 같은 해 10월 러시아에 진출했다. 2016년 3월에는 게임의 본고장 북미/유럽에서 공식 서비스를 개시해, 한국 게임 최초로 북미 최대 게임사이트 MMORPG 닷컴에서 2016년 한 해 동안 최고의 인기게임 1위를 지켰다. 이 후 대만과 남미지역을 비롯, 터키와 중동, 아프리카, 동남아시아 지역까지 서비스를 확대했다. 현재는 전 세계 150여 개국 12종 언어로 번역되어 서비스 중이다.
2018년 2월, 대한민국에 검은사막 모바일을 출시했다.

## 제품
- 검은사막